# Lecanodiaspis thamnosmae
Lecanodiaspis thamnosmae är en insektsart som först beskrevs av Ferris 1955.  Lecanodiaspis thamnosmae ingår i släktet Lecanodiaspis och familjen Lecanodiaspididae. Inga underarter finns listade i Catalogue of Life.